# Stade Léo Lagrange (Bonneuil-sur-Marne)
Stade Léo Lagrange – wielofunkcyjny stadion znajdujący się w Bonneuil-sur-Marne służący do rozgrywania meczów piłki nożnej, rugby union oraz zawodów lekkoatletycznych.
Pełnowymiarowe boisko do piłki nożnej i rugby union okala sześciotorowa czterystumetrowa bieżnia, trybuny zaś mają pojemność 1629 miejsc siedzących i 1250 stojących.
Na co dzień stadion użytkował lokalny zespół CSMB Football, natomiast z meczami w Lidze Mistrzyń UEFA gościł na nim FCF Juvisy. Odbywały się na nim międzynarodowe mecze juniorów obojga płci oraz spotkania żeńskiej seniorskiej reprezentacji. Był także jedną z aren Coupe de l'Outre-Mer 2008.
Stadion wykorzystuje miejscowa drużyna BVB Rugby, a w 2003 roku gościł jedno ze spotkań mistrzostw świata U-19 w rugby union.
Stadion nazwany jest na cześć Léo Lagrange.